# Falange macedònia
La falange macedònia era una formació d'infanteria creada i usada per Filip II, i més tard pel seu fill Alexandre el Gran en la seva conquesta de l'Imperi persa. Aquesta formació va predominar en les batalles durant el període hel·lenístic fins a ser reemplaçada per les legions romanes. Va ser elevada al zenit de la seva efectivitat per Alexandre i al món grec la hi considerava un sistema de combat invencible fins a les derrotes de Cinoscéfalos (197 aC) i, especialment, Pidna (168 aC).
Al segle IV aC la falange macedònia va sorgir, de fet, com una resposta davant les modificacions tàctiques que els estrategs tebans, Epaminondes i Pelòpides, van desenvolupar a principis del segle IV aC per oposar-se a la superioritat, encara que ja decadent, que la formació hoplítica espartana havia exercit en els combats terrestres entre les polis gregues fins a aquesta data.

## La falange macedònica

### L'aportació de Filip II
Fins al segle IV aC la meitat del segle IV aC, el Regne de Macedònia no va tenir gran influència pel que fa a l'exterior, ja fora en el domini econòmic, cultural o militar. El país estava format per muntanyes arbrades i planicies ideals per a la cria de cavalls, que componien la força principal de l'exèrcit macedoni i eren muntats, a la manera grega, pels aristòcrates anomenats els «companys» (hetairoi).
Quan Filip II de Macedònia va accedir al poder en 359 aC, va emprendre la reorganització de la institució militar ja iniciada pels seus predecessors. A la vista dels mediocres resultats dels combatents, va desenvolupar l'entrenament i va formar una tropa d'elit professional d'infanteria, anomenada «companyia del carrer» (pezhetairoi), per valorizar a aquest tipus de combatents. En estar el regne del nou monarca amenaçat des de l'interior i l'exterior, es va recolzar en l'exèrcit per estabilitzar políticament el país i imposar-se militarment a l'exterior. Per fer això, Filip va adoptar diverses mesures descrites per Diodor de Sicília:

### Composició i formació
Al començament del regnat de Filip II, Macedònia no era un país ric ni podia, per tant, equipar als seus soldats professionals amb armament pesant, que era costós, com el dels hoplites.
Filip va formar la falange de la següent manera: la va dotar de piquers lleugerament protegits, l'arma principal del qual era la Sarissa. Aquesta era una llarga pica que portaven tots els falangitas. Tenia una longitud de cinc a sis metres de mitjana i portava en les extremitats puntes de bronze; l'extremitat inferior tenia afegits quatre topalls per plantar-la en el sòl i poder suportar una càrrega de cavalleria. A causa de la seva longitud, la sarissa estava dividida en dues parts, que calia unir abans de la batalla; per manejar-la es requerien ambdues mans i no permetia la utilització de l'aspis koilé, l'escut hoplita, que va ser reemplaçat per un model més petit que es portava penjat del braç.
El casc era de ferro i el model més comú era de forma cònica, la punta de la qual era arrodonida i inclinada cap al front, a l'estil d'un barret frigi; les proteccions de les galtes podien ser articulades gràcies a xarneres. La cuirassa era exclusiva dels oficials i podia estar fabricada de ferro.
En formació de combat, els piqueros de la primera fila blandían la sarissa de forma totalment horitzontal, subjecta a uns 4,50 metres de la seva extremitat, i l'angle d'inclinació de la sarissa anava augmentant fila rere fila, de manera que les últimes la portaven de forma gairebé vertical. Cada combatent estava situat a una distància d'al voltant d'un metre del seu company de fila. Les quatre files següents, distants cadascuna un metre, portaven les piques de la mateixa manera, la qual cosa donava a la falange el seu característic aspecte de «porc espí». Les llances de les cinc primeres files emergien en l'avançada de la falange i aconseguien a qualsevol enemic que es presentés.
Polibi, que tenia un excel·lent coneixement de la falange macedònia, explica la utilitat de la sarissa en les següents línies:
Per al combat cos a cos, l'armament es completava amb una espasa curta de ferro. Els falangistes també portaven una petita daga com a arma secundària. A més de la utilització de piquers en la falange, Filip va portar a aquesta formació a una profunditat de 16 files, inspirant-se en la falange hoplítica tebana.
Filip II va passar part de la seva joventut com a ostatge en Tebas, on va estudiar al costat del conegut general Epaminondes, les reformes del qual van ser la base de la falange. Els falangistes eren soldats professionals i estaven entre les primeres tropes que obstaculitzen en combat, la qual cosa els permetia executar maniobres complexes molt millor que la resta. La formació era rectangular, amb setze files d'homes, i un líder al capdavant de cada columna més altre en el mitjà, perquè les files de darrere poguessin moure's als costats en cas que fos necessari realitzar un atac frontal. Cada columna estava composta de 256 homes i rebia el nom de syntagma, i es coneix a partir de les descripcions de Polibio i Asclepiodoto.

### Unitats i companyies de la falange

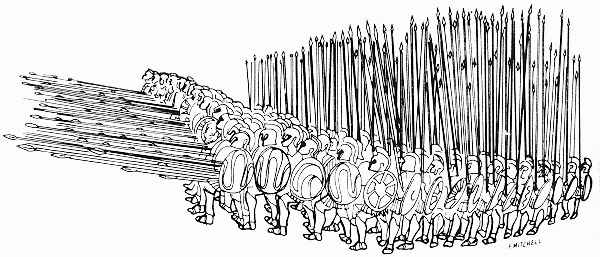
Falange macedònia en formació.

La formació ideal constava de 64 syntagmas, manada cadascuna d'elles per un syntagamatarchos. L'estructura d'una syntagma partia de la idea de la fila de 16 homes (lochoi) manada per un lochagos (primer soldat de la fila), ajudat pel ouragos (últim soldat de la fila).
El lochoi es dividia al seu torn en quatre grups de quatre soldats (enomotia) manats cadascun d'ells per un enomotarchos.
Al seu torn, la enomotia era el resultat de sumar els guerrers de dues files imparells (pròstates) i dues files paris (epistatas).
Horitzontalment, dues files constituïen una diloquia, unitat de 32 soldats formats de dos en dos en fons, sota el comandament d'un dilochites, càrrec que corresponia al lochagos de la vuitena fila dreta.
La suma de dues diloquias constituïa una tetrarquia, unitat de 64 homes manada per un tetrarca.
Dues tetrarquies constituïen una taxiarquía, de 128 guerrers sota el comandament d'un taxiarca, càrrec que corresponia al lochagos de la vuitena fila explicant des de l'esquerra de la formació. Finalment, la suma de dues taxiarquías constituïa un syntagma.
Com a unitat bàsica, dues syntagmas s'agrupaven en una pentekosiarquia, integrada per 512 homes. L'agrupació de dues formacions d'aquest tipus constituïa una chiliarquia de 1024 soldats, al capdavant de la qual estava el chiliarca.
Les formacions de major rang incloïen la merarchia (2048 guerrers), la phalangarchia (4096 soldats) agrupades en dues ales (keras), constituïdes per la suma de 32 syntagmas disposades sota el comandament d'un kerarka, en total 8192 homes.
La suma d'ambdues ales formava l'exèrcit (phalanx) manat pel strategós.
La falange completa explicava, per tant, amb 16.384 falangitas, als quals havien de sumar-se els heralds, assenyaladors i trompetes de cada syntagma.
Per descomptat, la mobilització de l'exèrcit explicava també amb un elevat nombre de tropes auxiliars i ocupacions destinades al transport dels bagatges i les màquines de guerra, així com a l'aprovisionament i distribució dels subministraments.
Comptant amb la peça bàsica de la syntagma, entesa com una unitat independent, un cap militar podia disposar aquestes tropes, en diverses formacions depenent de les característiques del terreny, l'estratègia de l'adversari i el seu propi plantejament tàctic. Les unitats de pocs efectius podien disposar-se en múltiples esquemes de formació en línia, des del clàssic front recte fins a la formació obliqua, passant per la formació en mitja lluna o en tascó i el mig quadre obert, utilitzat bàsicament per a l'avanç de les tropes durant les marxes d'una campanya militar.

### Inconvenient de la falange de piquers
El problema bàsic de la falange macedònia era l'escassa flexibilitat del sistema. Encara que pràcticament invencible en un atac frontal, igual que la dels hoplitas requeria un terreny pla i buidat per desplegar-se, atès que la rigidesa de la syntagma dificultava en gran manera el combat en terrenys abruptes.
ja que els generals macedonis no sempre podien triar el terreny, la mateixa força del seu exèrcit es convertia en el seu principal problema com que no (...) de la flexibilitat necessària per adaptar-se a una manera de lluita diferent del basat en la càrrega frontal. A més, les nombroses piques que apuntaven cap al cel plantejaven a part del problema del tipus de terreny en el qual havia de lluitar la falange macedònia, pla i sense obstacles per poder combatre fora de la coberta dels arbres en la qual les sarissas s'embullaven. Aquestes llargues piques destorbaven els moviments corbs que la falange podia haver d'executar durant les ràpides maniobres que de vegades imposaven les circumstàncies del combat i la tornaven molt vulnerable en els seus flancs.
La falange, qualsevol que sigui la seva forma, és una formació que lluita en bloc i que ha de quedar compacta per donar tot el seu potencial. Polibi, en el seu relat de la batalla de Cinoscèfales (197 aC.), exposa la seva major feblesa:
Els exèrcits que van haver d'enfrontar-se als monarques macedonis durant el segle ii aC, especialment els romans, van optar essencialment pel flanquejo de la falange macedònia que, una vegada privada de les seves tropes auxiliars, era atacada des de totes les adreces, sucumbint sense remei fins i tot en plantejaments tàctics en els quals disposava de superioritat numèrica com en les batalles de Cinoscéfalos i Pidna.

### Entrenament
Professionalitzat, l'exèrcit de Filip II va obrir noves perspectives que no va deixar d'explotar i de desenvolupar ell mateix. L'entrenament va ser així molt més lluny del que era usual en les polis gregues, fins i tot en comparació del qual era practicat a Esparta. Els exercicis incessants als quals constantment se sotmetia als soldats, va permetre a la falange adquirir l'automatisme necessari per a les diverses fases d'un combat. Però no era aquest l'únic interès del rei: el domini dels moviments en el terreny compensava la vulnerabilitat dels soldats lleugerament protegits. Aquestes maniobres van tenir també un impacte positiu sobre la disciplina que va arribar a ser estricta. Sobre aquest punt, es veu l'avantatge que va aportar la monarquia sobre altres formes de governs practicades en la resta de l'antiga Grècia, que va permetre un millor control de les tropes.
D'altra banda, Filip no va limitar els exercicis als desplaçaments bàsics de qualsevol falange. Va idear diferents maniobres originals que implicaven la finta i la sorpresa per aconseguir un avantatge decisiu en la batalla. Tot això mantenint l'ordre i la unitat més estricta en el si de les tropes.
Un exemple d'això va ser la batalla de Queronea. Simulant una retirada, la falange macedònia va retrocedir en ordre, deixant suficient espai entre ella i la falange d'hoplites ateneses, perquè aquesta, tractant de mantenir el contacte amb l'enemic, es disloqués i donés l'oportunitat a la cavalleria macedònia de penetrar en les seves línies.

## La falange en l'exèrcit d'Alexandre
La falange jugava el paper principal en l'estratègia que va portar a Alexandre el Gran a no perdre cap batalla. Se li crida martell i enclusa i es desenvolupa de la següent manera:
1. Primer, els falangistes, formats principalment de pezhetairoi, retenien a l'enemic amb les seves llargues sarissas, deixant-los sense possibilitat d'escapatòria.
2. Posteriorment, la cavalleria (hetairoi) carregava contra els enemics per darrere o pels flancs, empenyent-los cap a les llances, a una mort segura.

D'aquí el nom de l'estratègia: la falange actuava d'enclusa, subjectant a l'enemic perquè el martell o cavalleria acabés amb l'enemic d'un cop.
Aquest exemple il·lustra la utilització que van fer els reis de Macedònia de la seva falange: al contrari que els grecs, no era del cos de tropes de qui depenia la sort de la batalla i això va ser també un avanç en el dòmini tàctic, mèrit de Filip II. Quedava, no obstant això, com el punt d'ancoratge de l'exèrcit, al voltant del qual evolucionava la infanteria lleugera i la cavalleria.
En el Regne de Macedònia la cavalleria era la força principal abans de l'aparició de la falange i va jugar un important paper (com a la bvatalla de Queronea i Issos) al costat d'aquesta, permetent la ruptura del front de l'adversari o ben aportant ràpidament reforços on es necessitessin.
L'absència de sella de muntar, llavors desconeguda a Europa, limitava el seu armament. Els genets portaven una sarissa d'un model més curt (quatre o cinc metres), així com un sabre corb (machaira), una cuirassa i un casc. Aquesta força de gran mobilitat estava acompanyada d'altres tipus de combatents a cavall, com per exemple els arqueros.
Existeix una altra característica de la perpètua reorganització de les forces macedònies, tant en la quantitat d'efectius humans dins de les unitats com en la seva composició: Alexandre, en el seu periple fins a l'Indus, va integrar al seu exèrcit els dels països vençuts i es va inspirar en ells per modificar l'equipament de les seves pròpies forces. Ja Filip havia fet innovacions en augmentar la profunditat de la falange, basades en els coneixements que va adquirir, com s'ha dit a dalt, en la seva joventut durant la seva estada en Tebas com a ostatge.
Alexandre va continuar l'obra del seu pare, afavorida per aquestes influències exteriors, mostra de la seva adaptació i de les seves victòries.